# Distretto di Sing
Il distretto di Muang Sing (in lingua lao ເມືອງສີງ, traslitterato Muang Sing) è uno dei cinque distretti (muang) della provincia di Luang Namtha, nel Laos. Ha come capoluogo Muang Sing.

## Galleria d'immagini

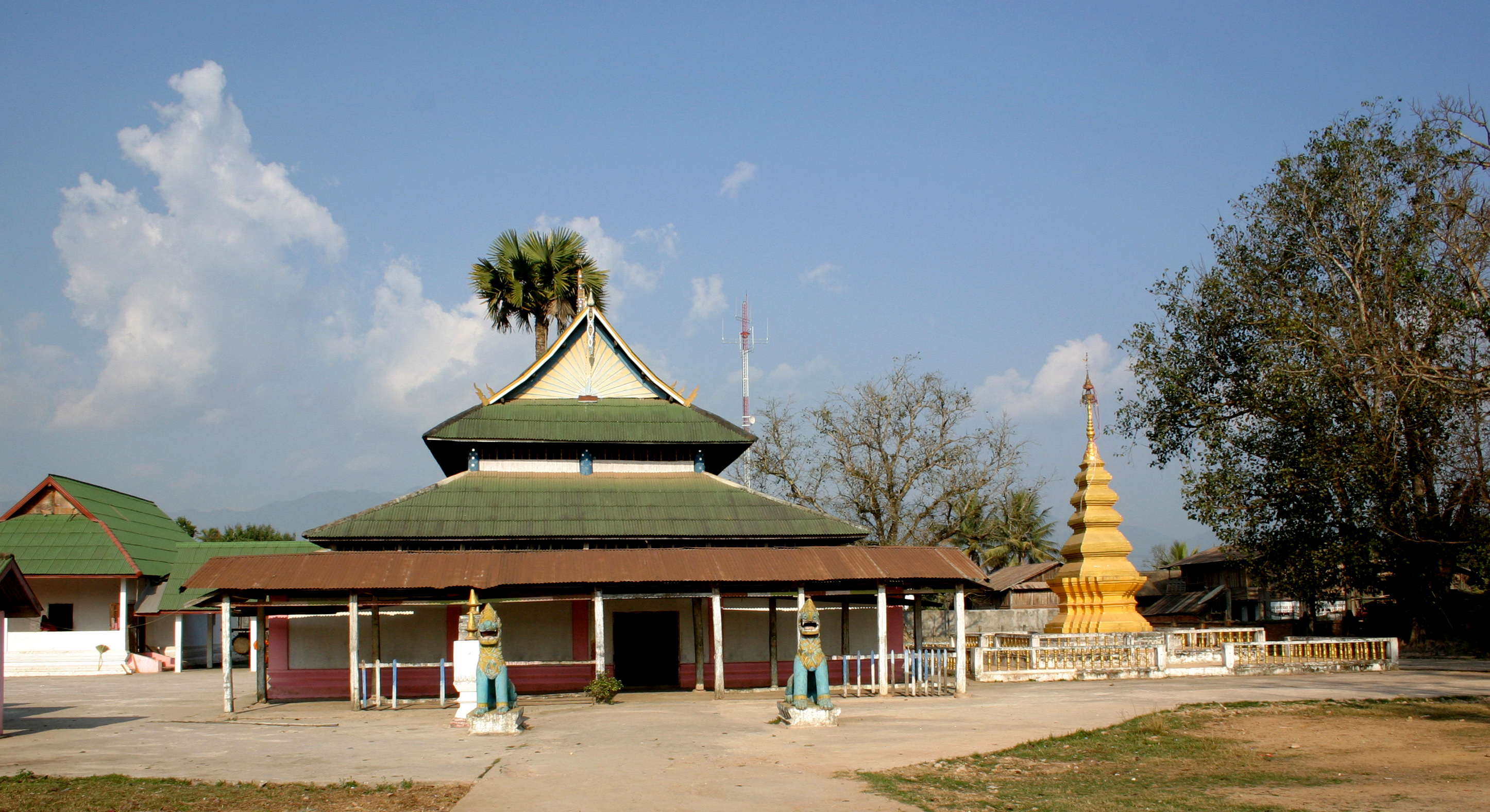
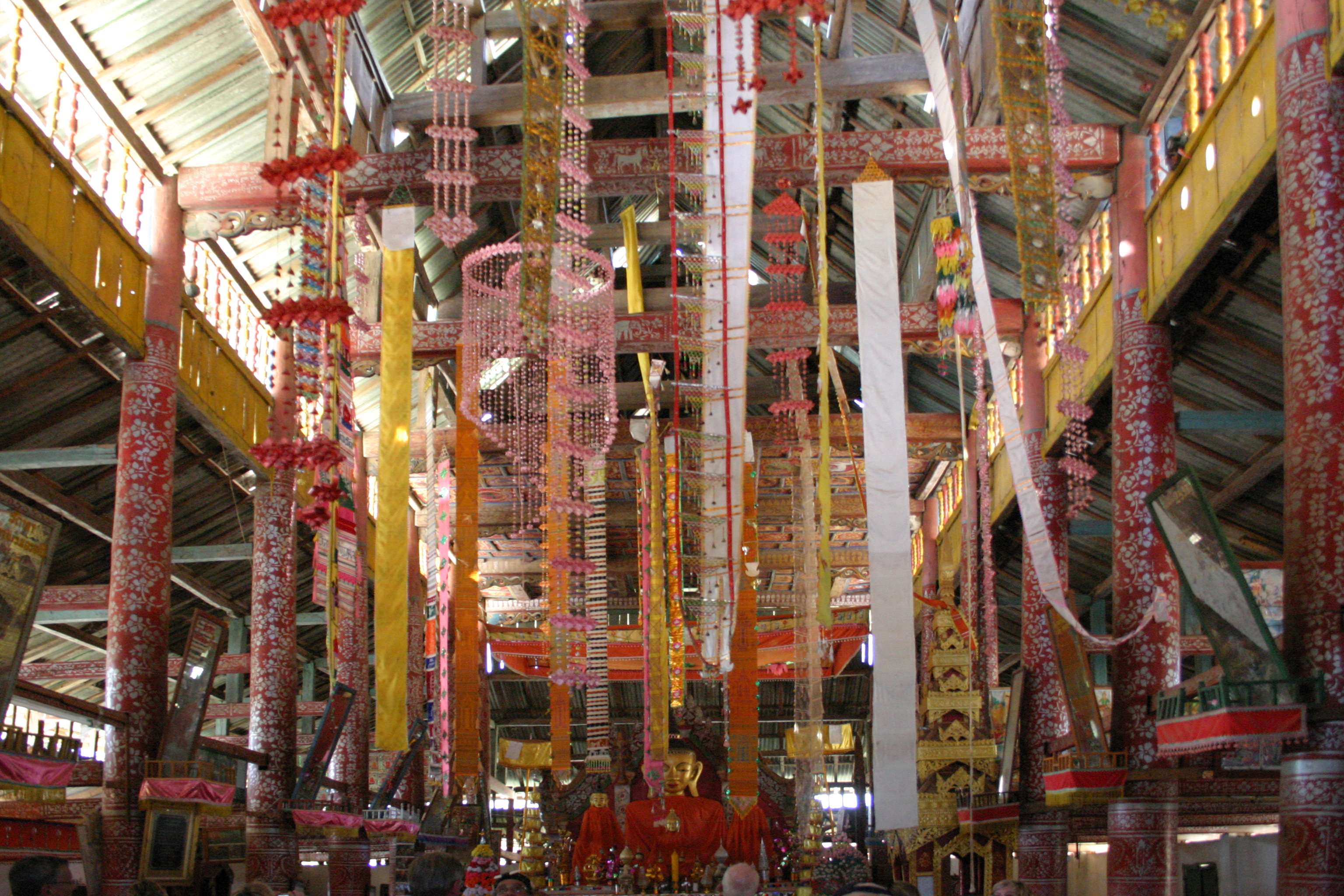
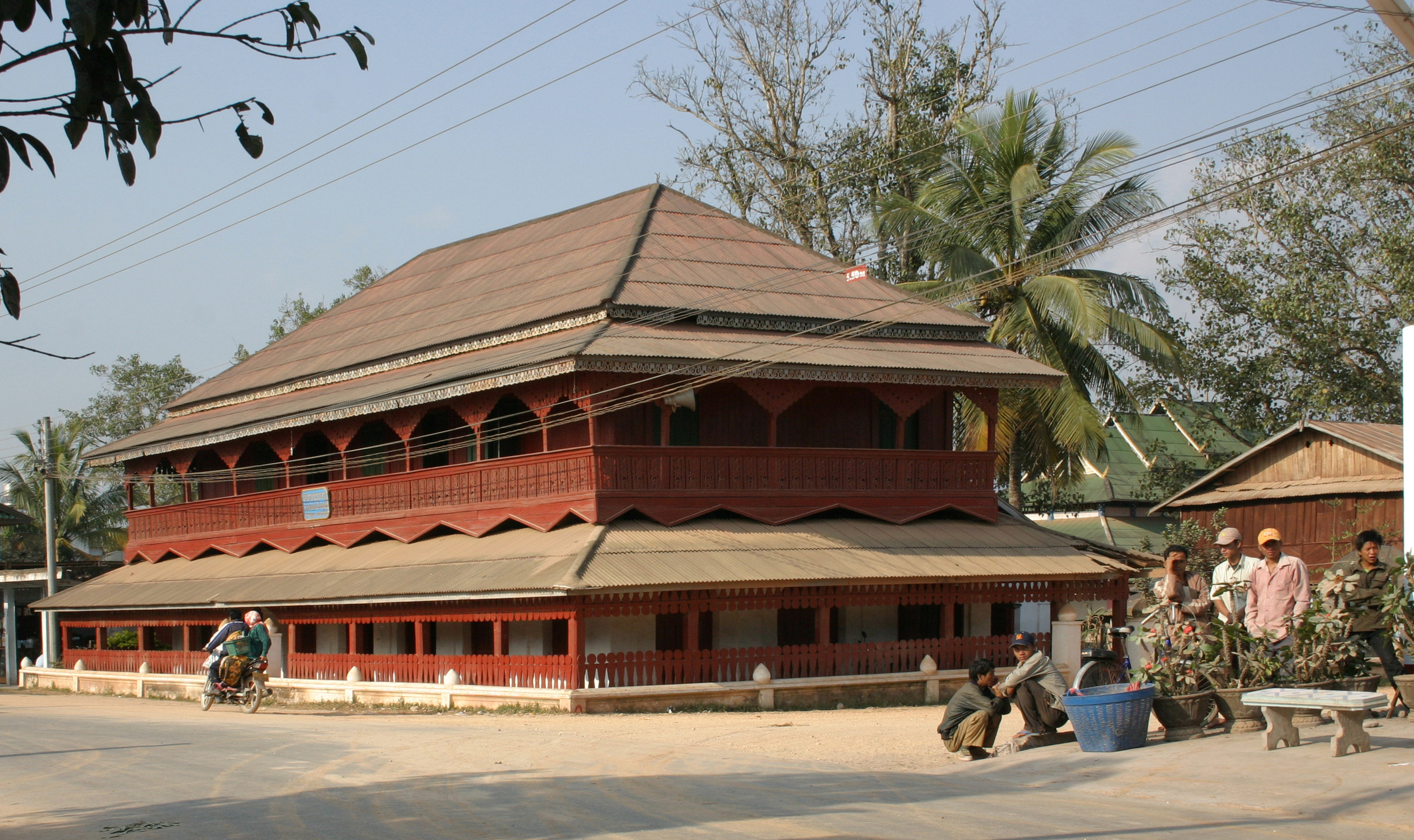
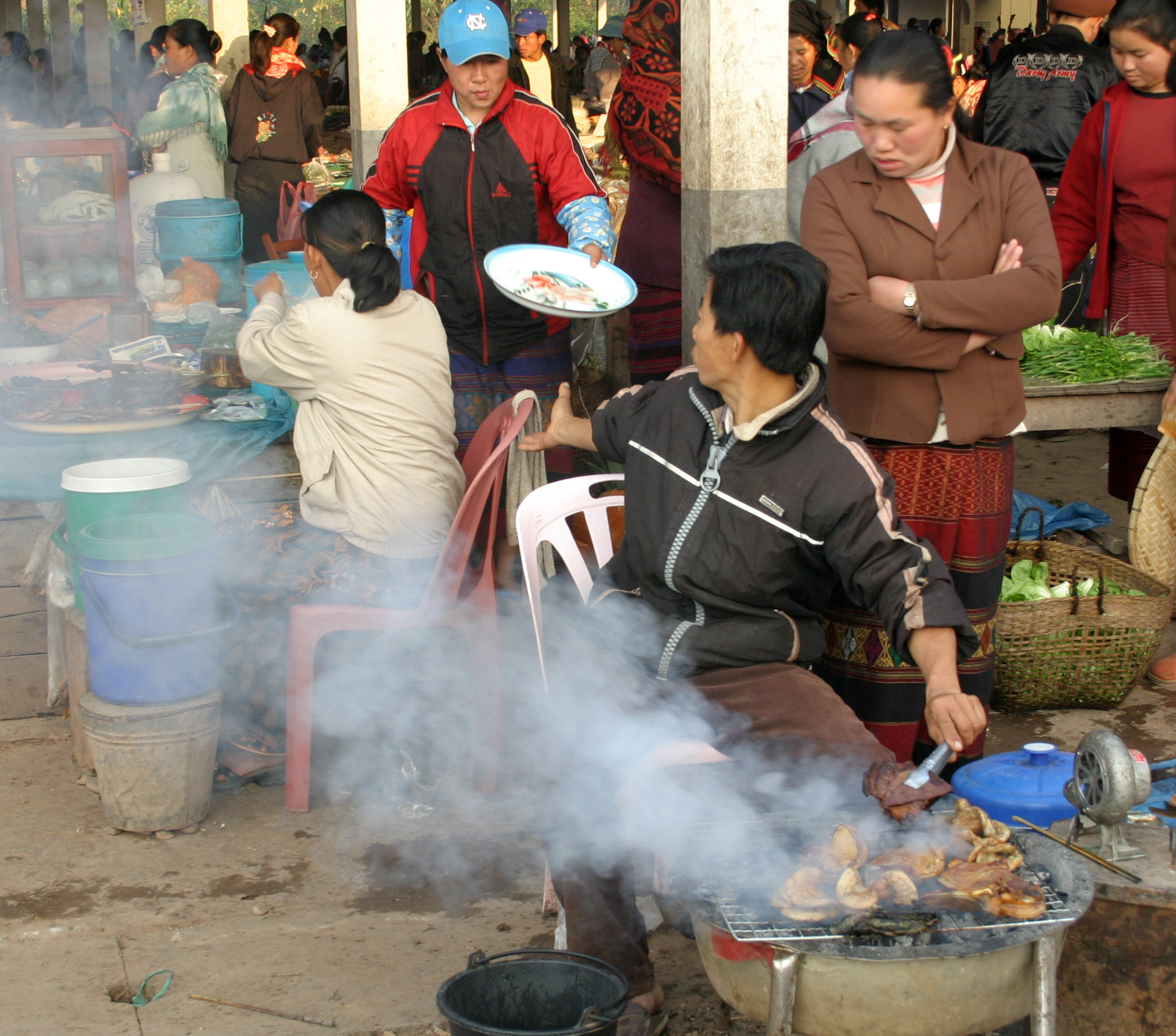
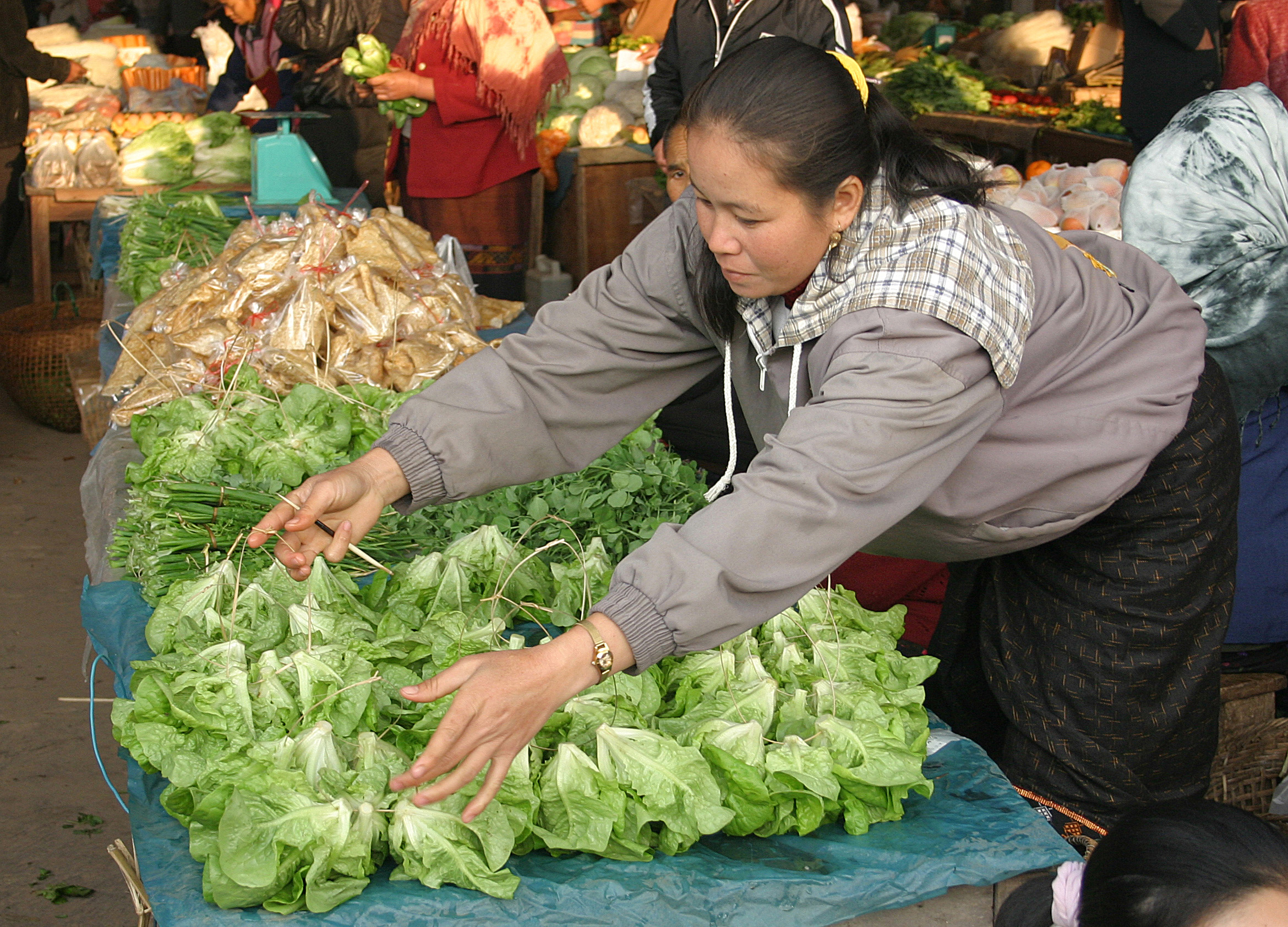
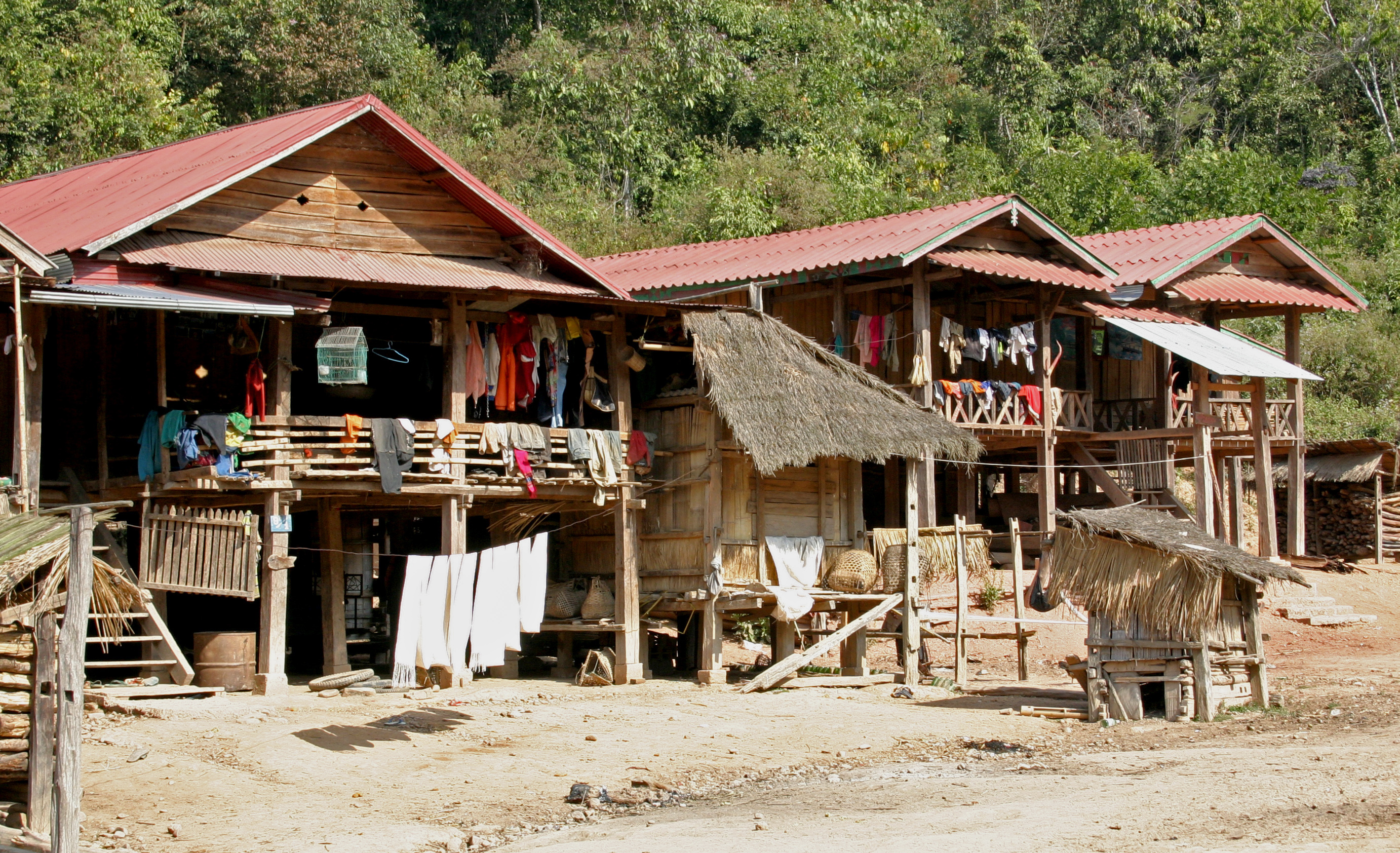
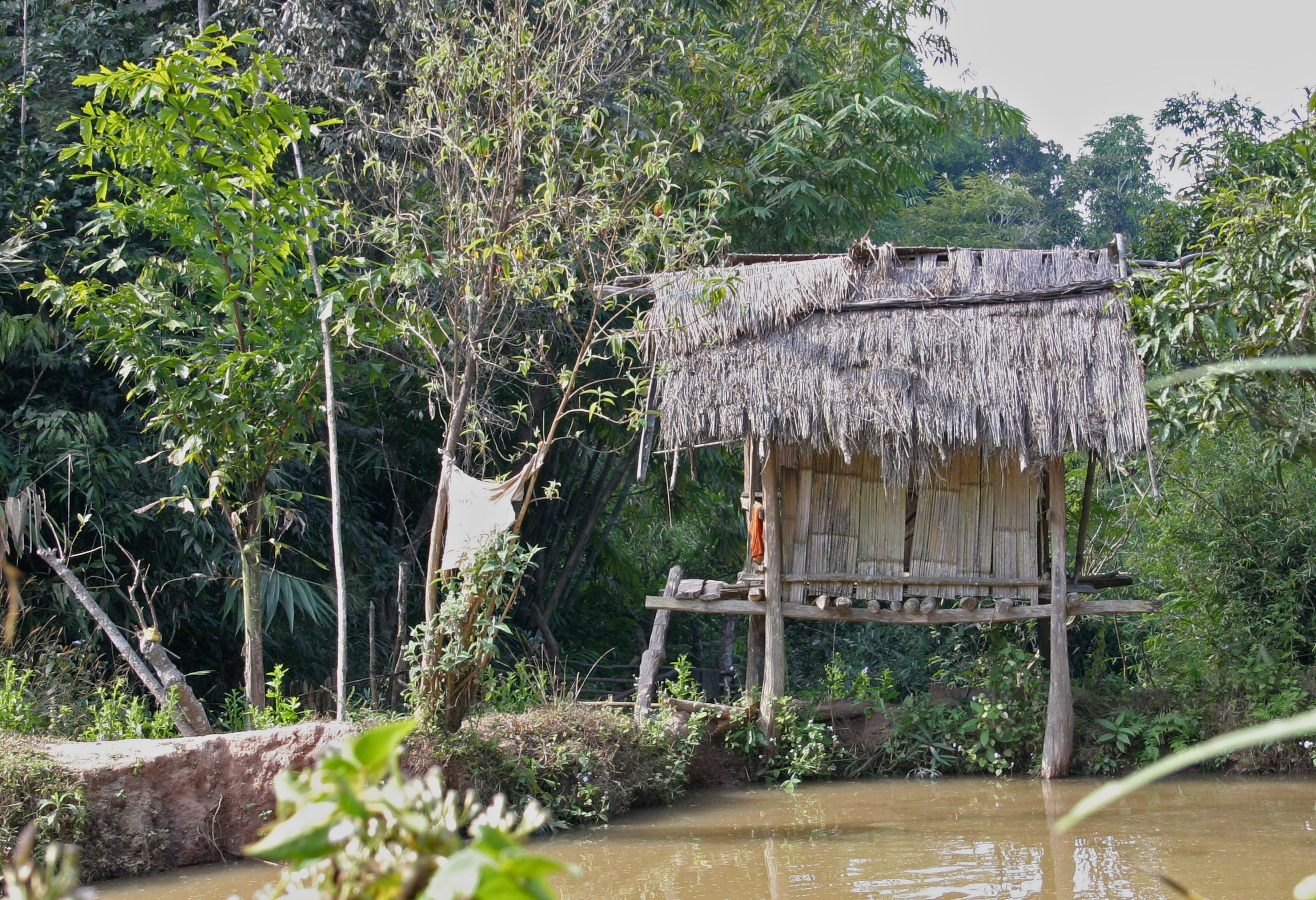
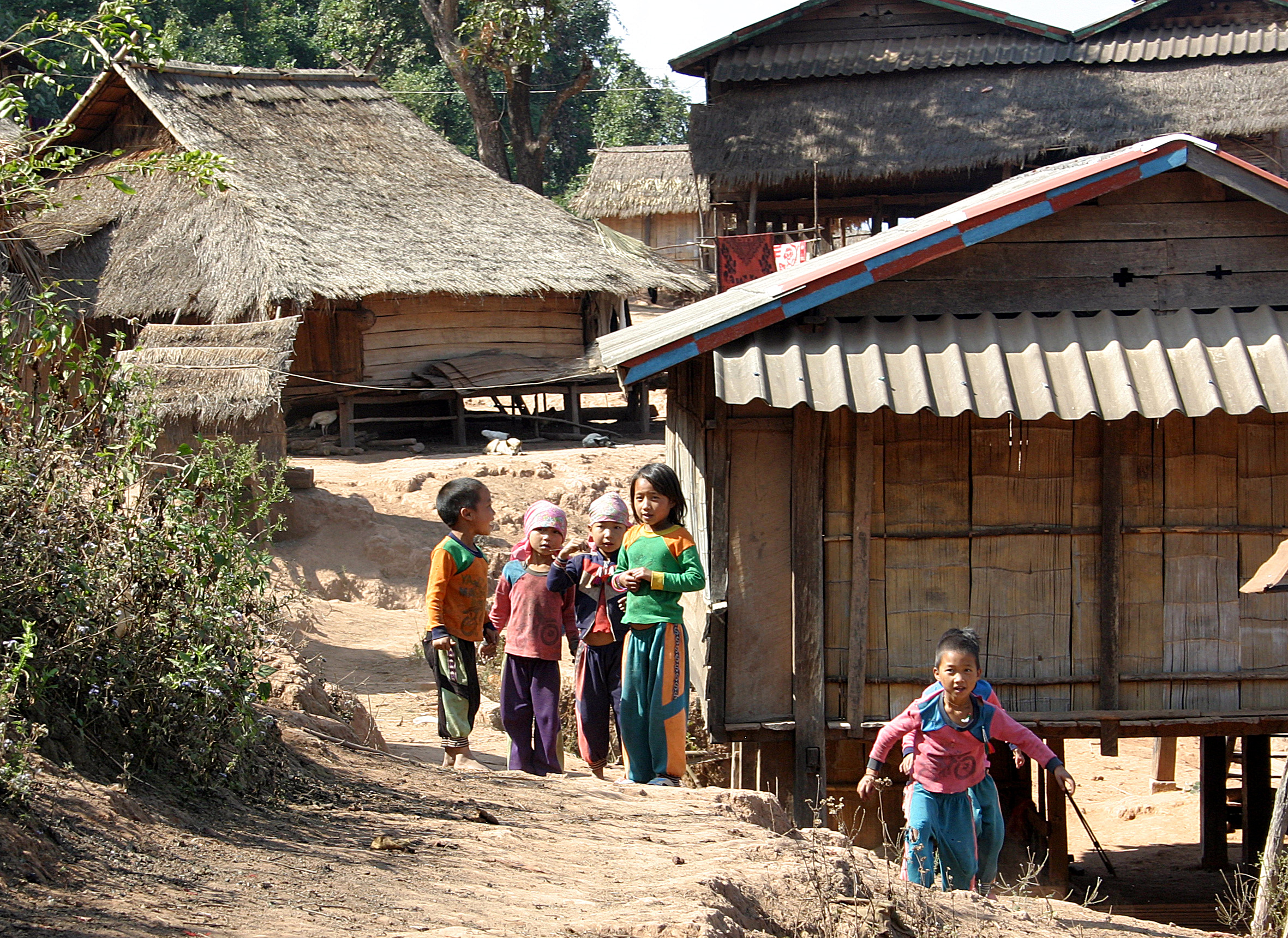
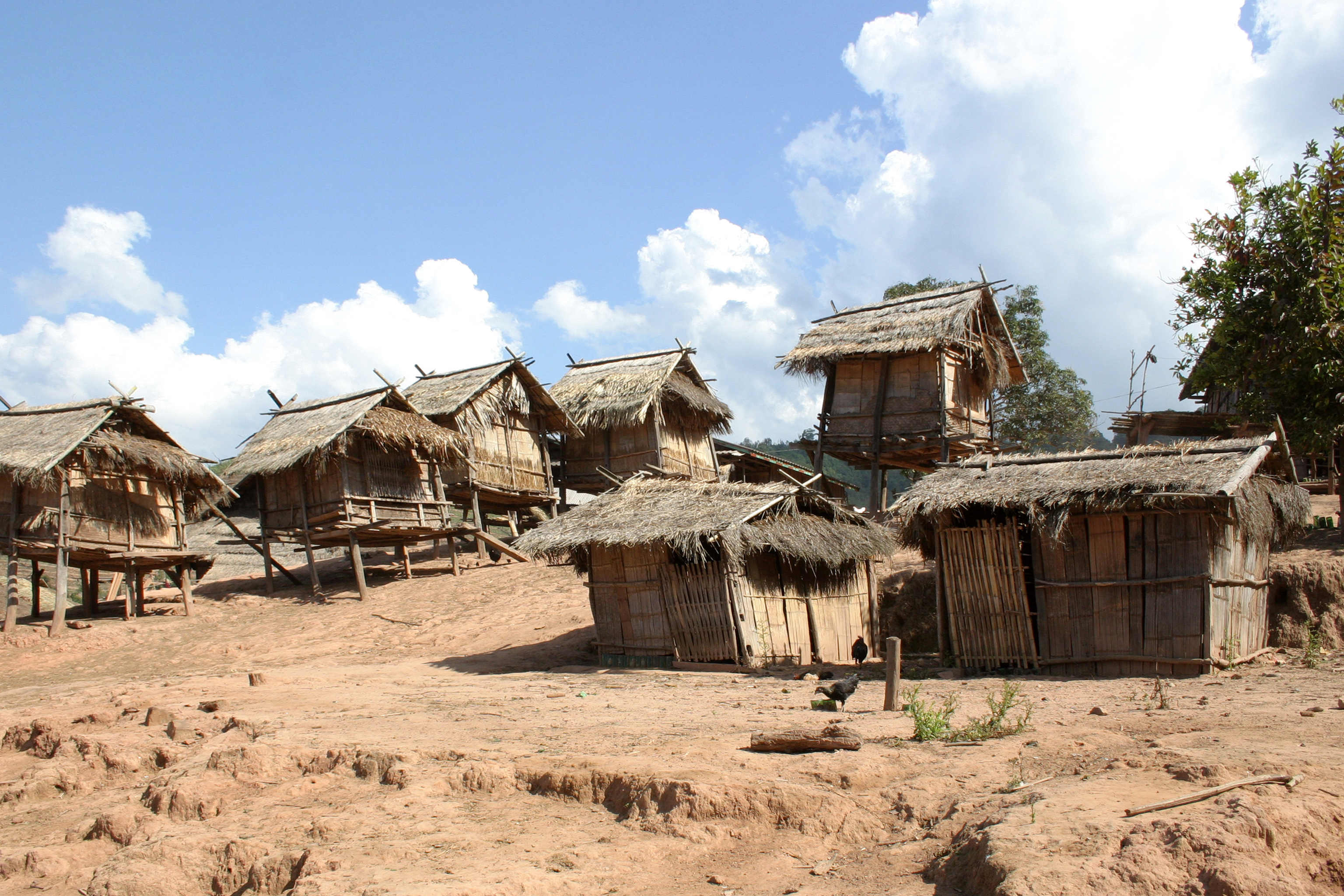
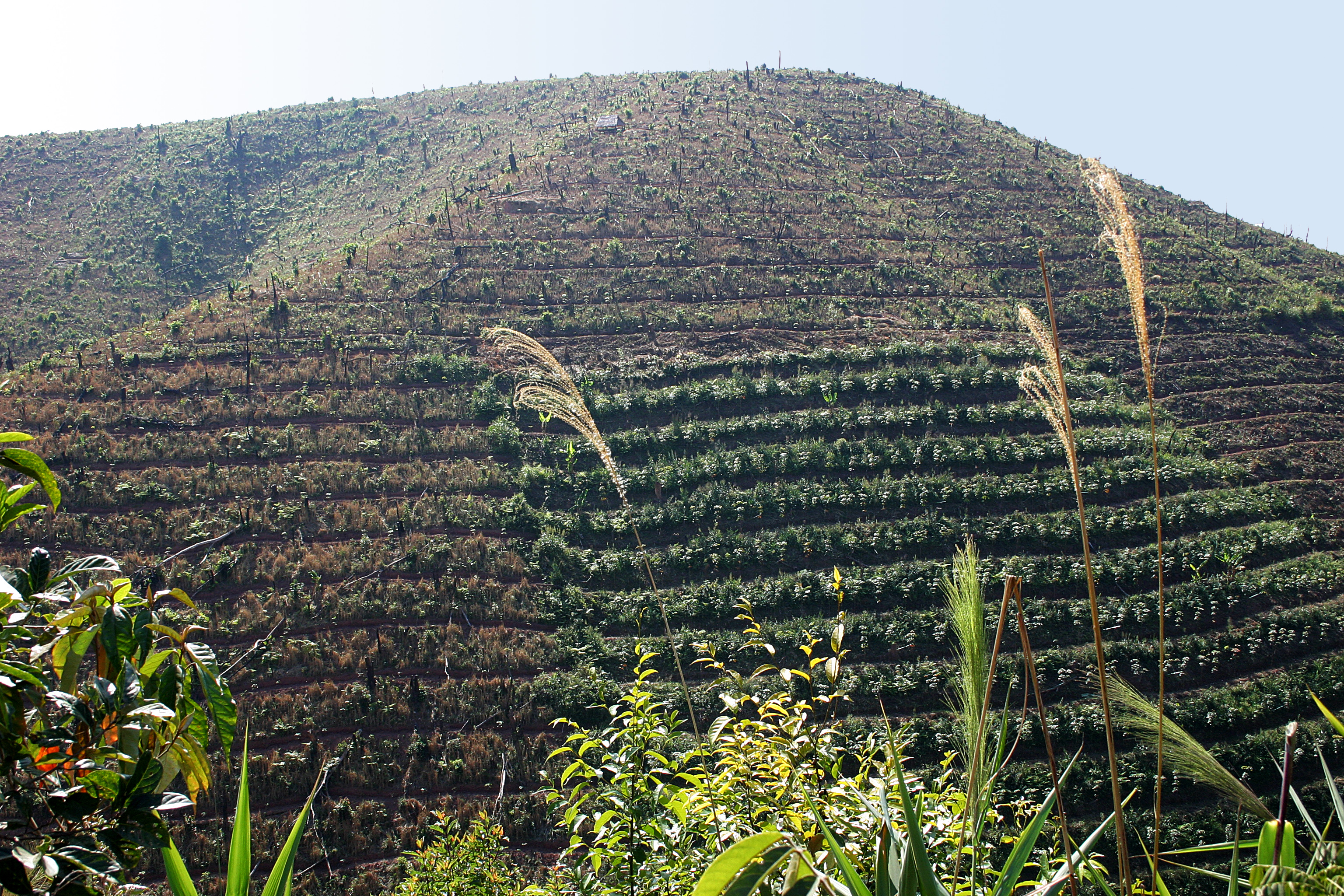